# Körstav

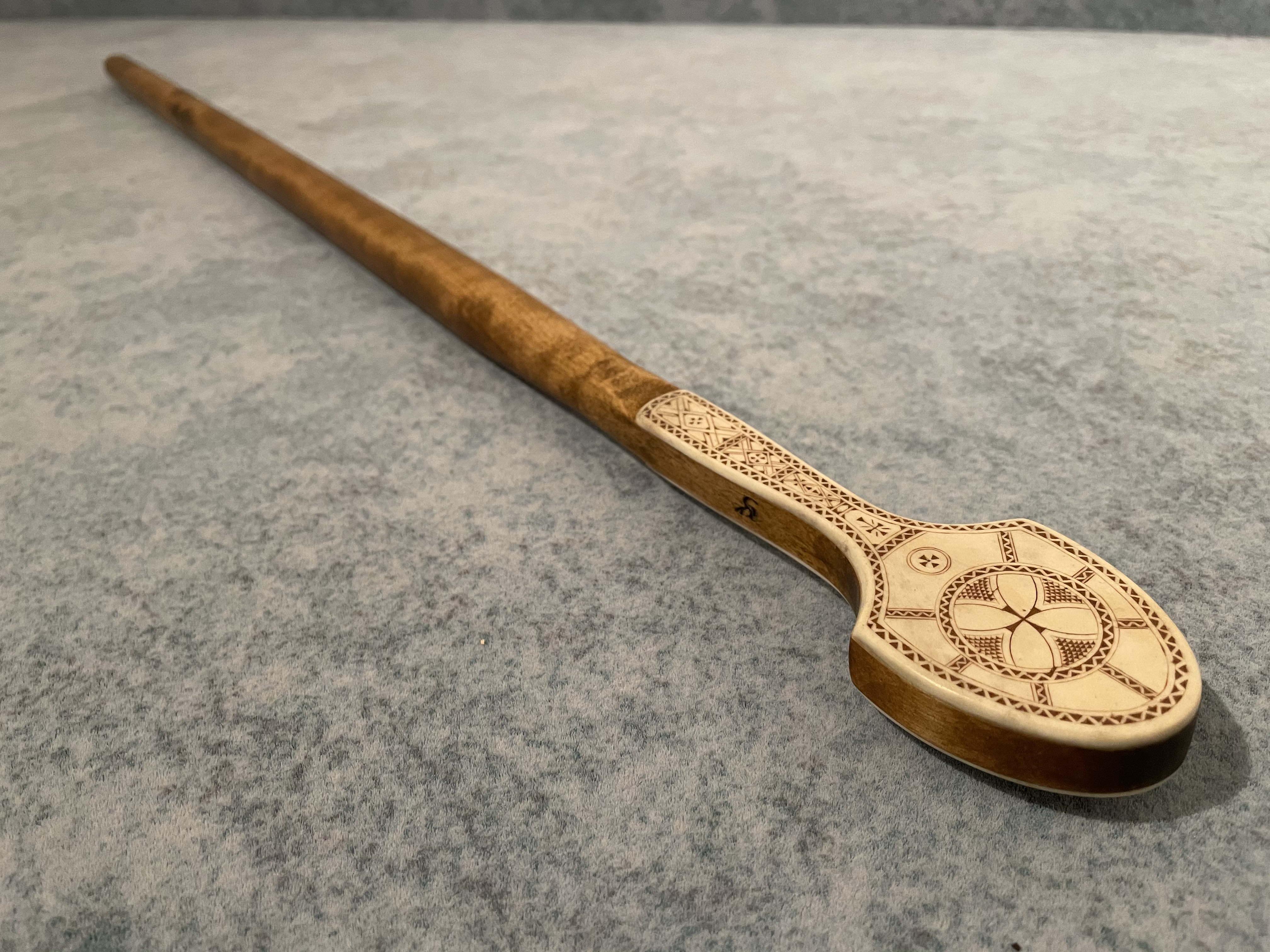
Körstav för kvinna tillverkad av Robert Gaelok, Ájtte, Jokkmokk.

Körstav är en käpp som användes vid körning med ren och ackja. Körstav heter vuodjemsoabbe på lulesamiska och vuoddjemsåbbe på pitesamiska.

## Användning av körstav
Körstaven hjälpte till att balansera och styra pulkan och bromsa i nedförsbackar. Vissa körstavar var försedda med järnringar som skramlade vilket gjorde att renen sprang fortare. Anta Pirak yttrade följande om varutransport från Luleå och Boden till marknaden i Jokkmokk i början av 1900-talet. "Då fick var och en koka sin panna kaffe. Den tiden var det öppna spisar. Kaffekokaren kom med sin körstav in i stugan. Med denna stav höll han sin panna på lågan, för att den skulle koka fort. Och så stodo alla kokarna runt spisen, var och en med sin stav och sin panna. Så gick det till när hela skaran bodde i en stuga."

## Utseende
Körstaven finns i två varianter, en manlig och en kvinnlig. Den manliga versionen har ett runt huvud och den kvinnliga har ett platt huvud. Det tycks vara skillnader på vilken sorts körstav som användes, en del är enklare och andra mer utsmyckade. Anta Pirak berättade: "Karlarnas körstav har ett mycket stort huvud, för att den skall sitta ordentligt fast mellan tummen och fingrarna i helgdagshandskarna". Eventuella ringar på en körstav är tillverkade av järn, mässing eller koppar. Carl von Linné skriver i Iter Lapponicum följande om en körstav från Lycksele: "Käppen men hvilken han stödier sig då han åker, af trä rund giord...a en järnring vriden, med några små andra järnringor, med hvilka han skramla och räder rhenen"..."

## Tingsstav
En körstav har även använts som tingsstav av nämndemannen och fogdeskrivaren Gustav Adolf Bergman under marknader i Arjeplog under andra delen av 1800-talet. Han skakade körstavens ringar och ropade "skatai, skatai" bland folket så de skulle betala skatt i tingshuset.

## Användningsområde
Äldre körstavar är från Åsele lappmark, Pite lappmark, Lycksele lappmark och Lule lappmark. I Karesuandoområdet tycks inte körstavar ha använts, där styrdes renen med tömmens kastande från sida till sida.

## Arkeologiskt fynd
Hyttområdet Silbojokk (1635–1659) ligger vid den reglerade sjön Sädvvájávrre, Arjeplog. År 1634 påbörjades brytningen av silver vid Nasafjälls silververk, därför byggdes bostäder, hytta och kyrkor. Flera arkeologiska undersökningar har utförts på denna plats. Vattenregleringar och erosion har medfört att gravar och resterna av de två kyrkorna har framkommit. Många gravar och fynd är i dåligt skick. År 2019 hade 68 gravar undersökts och kvarlevor från 63 personer. Här finns fragment av vad som troligtvis är en körstav.